# Ткань космоса
Ткань космоса: Пространство, время и текстура реальности — вторая книга американского учёного-физика и популяризатора науки Брайана Грина о фундаментальном устройстве Вселенной.

## Аудитория
Широкий круг читателей, интересующихся фундаментальным устройством Вселенной и последними научными открытиями в этой области. Подойдёт для неискушённого в физике читателя. В книге отсутствуют формулы (за исключением небольшого их количества в примечаниях), а используемые математические абстракции автор старается описать ясным и последовательным языком.

## Содержание

### Часть 1. Арена реальности
В первой части книги рассказывается об эволюции человеческих воззрений на фундаментальное устройство Вселенной. Последовательно рассматриваются попытки его объяснения с помощью моделей Ньютона, Маха и Эйнштейна. Анализируются достоинства и недостатки этих моделей. Особое внимание уделяется теории относительности Альберта Эйнштейна — в частности, описывается путь к разрешению конфликта между нелокальностью квантовой механики и специальной теорией относительности.

### Часть 2. Время и опыт
В этой части автор рассказывает о современном взгляде науки на суть времени. Необратимость стрелы времени рассматривается с точки зрения второго закона термодинамики.

### Часть 3. Пространство, время и космология
В третьей главе автор занимается подробнейшим разбором процессов происходящих в самом начале Большого Взрыва. Описывается происхождение массы через понятие скалярного поля Хиггса, рассказывается об инфляционной эпохе, о проблеме тёмной материи и тёмной энергии.

### Часть 4. Истоки и объединение
В этой главе автор показывает, как может разрешить все описанные в предыдущих главах проблемы теория струн, если рассматривать её как кандидата на Теорию Всего. Автор показывает, что представляет собой «ткань космоса» с точки зрения теории струн — пространство и время.

### Часть 5. Реальность и воображение
В этой части главы автор описывает многие интересные следствия из современной фундаментальной картины мира — будущее Вселенной, квантовую телепортацию и возможность телепортации макрообъектов, возможность путешествий во времени. В конце главы рассматривается гипотеза о том, что вся наша Вселенная является ничем иным, как гигантской голограммой.

### Окончание книги
В помощь неискушённому в физике читателю в самом конце приводится словарь использованных в книге терминов, предметный и именной указатели, а также список рекомендуемой к прочтению литературы по данной тематике.

## Отзывы
Книга получила множество положительных отзывов среди критиков по всему миру.